# チェルシーホテル
チェルシー・ホテル（英語: Hotel Chelsea, Chelsea Hotel, またはthe Chelsea）は、1883年に、ニューヨーク市マンハッタン区チェルシー地区に建設されたホテル。著名な芸術家や音楽家、作家が好んで滞在することで有名。7番街と8番街の間、西23丁目222番に所在する。かつてはホテルには一般客も宿泊できたが、長期滞在者向けとして知られていた。現在はポリシーの変更によって長期滞在は受け付けておらず、かつてからの長期滞在者以外は一般の宿泊ホテルとなっている。全250ユニットである。
1966年にはニューヨーク市歴史建造物に、1977年にはアメリカ合衆国国家歴史登録財に登録された。

## 著名な居住者
チェルシー・ホテルには数々の著名な作家、ミュージシャン、アーティストや俳優が居住してきた。例えば、ボブ・ディラン、ヴァージル・トムソン、en:Brigid Berlin、en:Brendan Behan、サム・シェパード、チャールズ・ブコウスキー、ジャニス・ジョプリン、トム・ウェイツ、レナード・コーエン、パティ・スミス、イギー・ポップ、Viva、ギャビー・ホフマン、en:Jim Carroll 、ジョブライアス、en:Larry Riversらがこのホテルで生活した。
アーサー・C・クラークは小説2001年宇宙の旅をこのホテルに滞在中に執筆した。アレン・ギンズバーグおよびグレゴリー・コーソはこのホテルで哲学および芸術の交流を行っていた。また、作家のディラン・トマスはこのホテルで肺炎により1953年11月9日に亡くなった。Sex Pistolsのシド・ヴィシャスのガールフレンドであるナンシー・スパンゲンはこのホテルで刺殺されているのが1978年10月12日に発見された。アーサー・ミラーは短編"The Chelsea Affect"で1960年代初頭のこのホテルでの生活を記した。